# Gerichtsbezirk Welsberg
Der Gerichtsbezirk Welsberg war ein dem Bezirksgericht Welsberg unterstehender Gerichtsbezirk in der Gefürsteten Grafschaft Tirol. Der Gerichtsbezirk umfasste Teile des Pustertals, das Antholzer Tal, das Gsieser Tal und das Pragser Tal und gehörte zum Bezirk Bruneck. Nach dem Ersten Weltkrieg musste Österreich den gesamten Gerichtsbezirk an Italien abtreten.

## Geschichte
Der Gerichtsbezirk Welsberg wurde durch eine 1849 beschlossene Kundmachung der Landes-Gerichts-Einführungs-Kommission geschaffen und umfasste ursprünglich die 13 Gemeinden Antholz, Niederndorf, Niederrasen, Oberrasen, Ollang, Pichl, Prags, St. Magdalena, St. Martin in Gsies, St. Veit, Taisten, Toblach und Welsberg.
Der Gerichtsbezirk Welsberg bildete im Zuge der Trennung der politischen von der judikativen Verwaltung
ab 1868 gemeinsam mit den Gerichtsbezirken Brunecken, Enneberg und Taufers den Bezirk Brunecken (später Bruneck).
Der Gerichtsbezirk wies 1869 eine Bevölkerung von 9.392 Personen auf.
1910 wurden für den Gerichtsbezirk 10.052 Personen ausgewiesen, von denen 9.460 Deutsch (94,1 %) und 59 Italienisch oder Ladinisch (0,6 %) als Umgangssprache angaben.
Durch die Grenzbestimmungen des am 10. September 1919 abgeschlossenen Vertrages von Saint-Germain wurde der Gerichtsbezirk Welsberg zur Gänze Italien zugeschlagen.

## Gerichtssprengel
Der Gerichtssprengel umfasste 1910 die zwölf Gemeinden Antholz, Niederdorf, Niederrasen, Oberrasen, Olang, Pichl, Prags, St. Magdalena in Gsies, St. Martin in Gsies, Taisten, Toblach und Welsberg.